# Chery Eastar
Chery Eastar (кит. 东方之子) — переднеприводной пятиместный седан, выпускаемый китайской компанией Chery Automobile в 2003—2016 годах.

## Первое поколение (2003—2013)

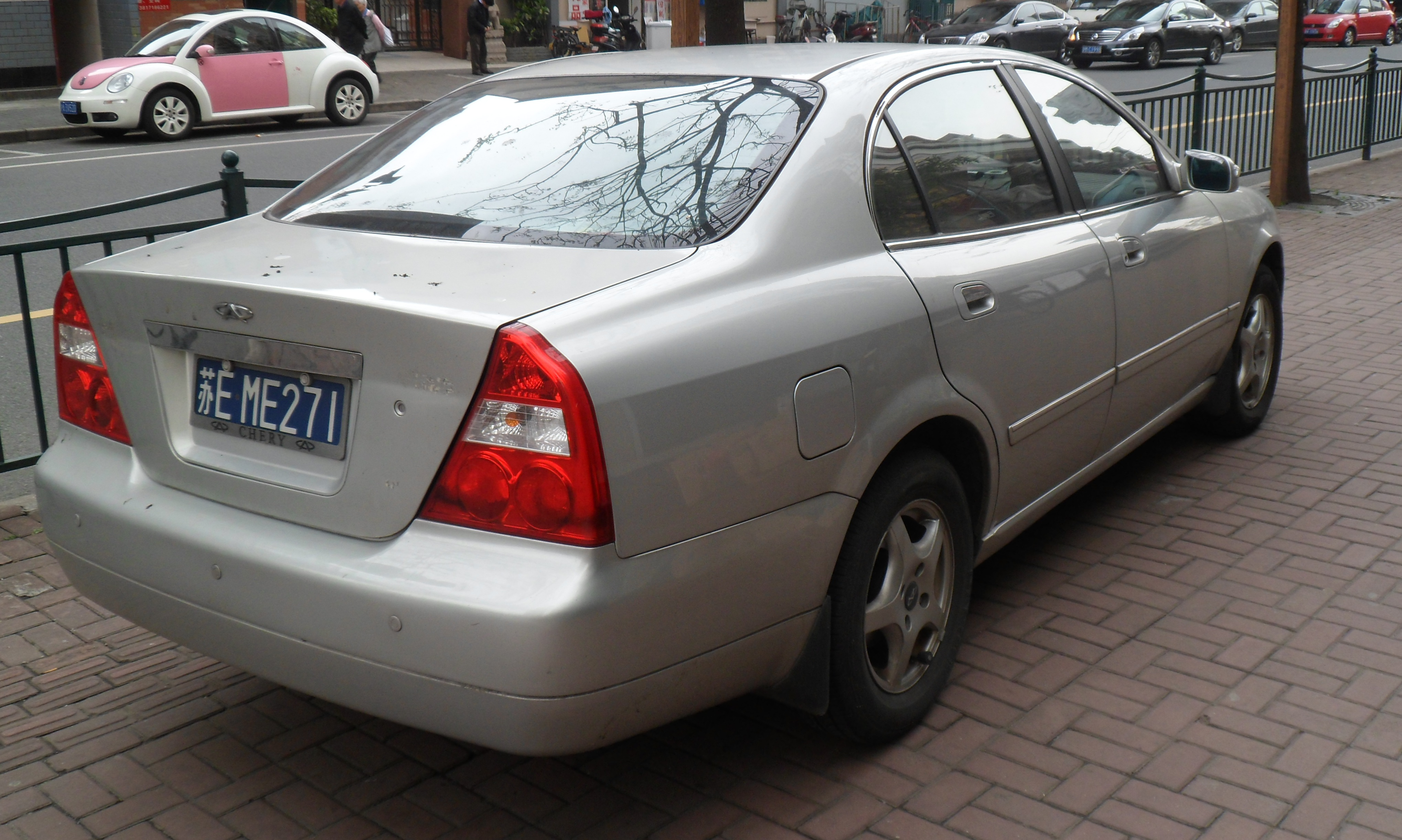
Chery Eastar I

Первое поколение автомобилей Chery Eastar было представлено в 2003 году под индексом B11. Автомобиль представляет собой лицензионный клон автомобиля Chevrolet Evanda. Модель поставлялась в Украину, Россию, Китай и другие страны. Версии — Comfort и Luxury. Базовая версия Comfort оборудована двигателями собственного производства и механической трансмиссией, тогда как версия Luxury оснащена бензиновым двигателем внутреннего сгорания японского производства Mitsubishi. Кроме того, версии Comfort и Luxury отличаются друг от друга отделками. Производство завершилось в 2013 году.

## Второе поколение (2013—2016)

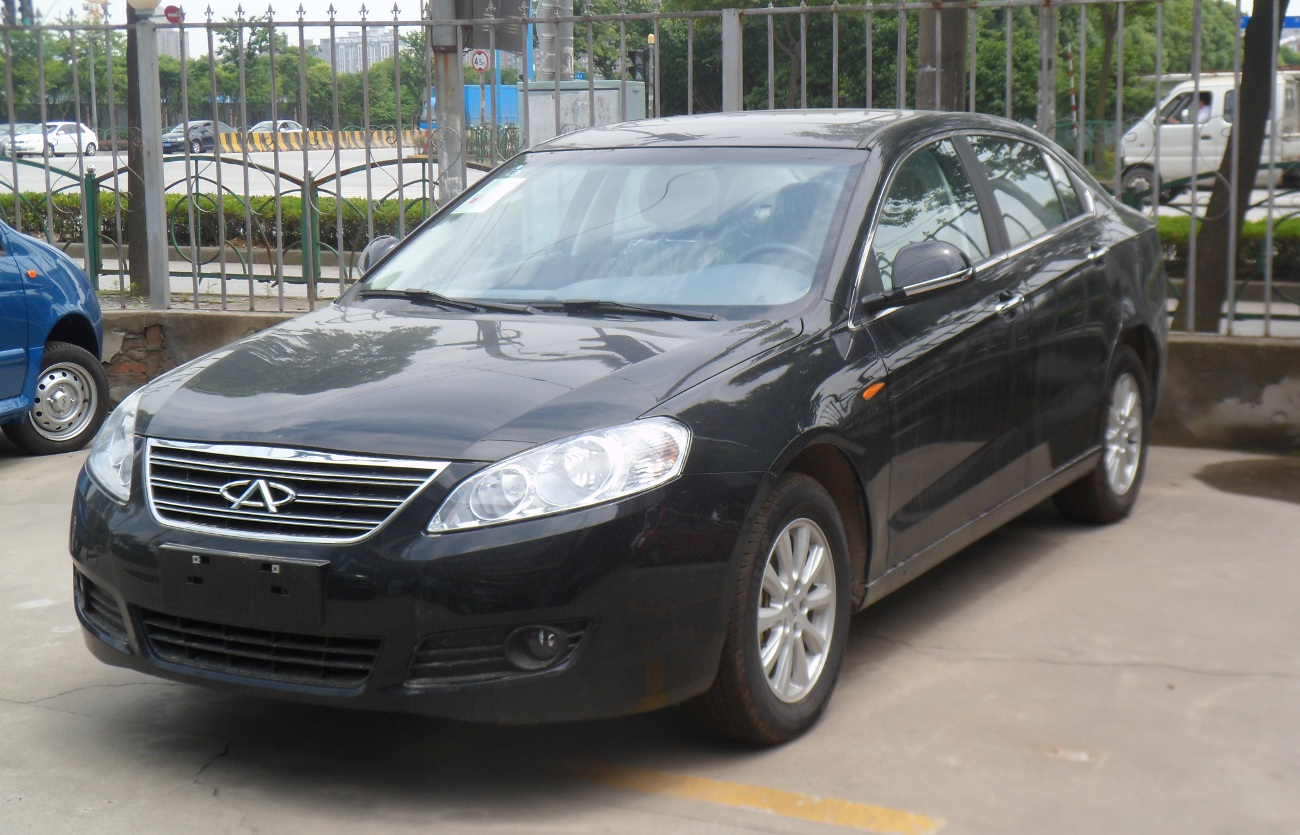
Предзапуск автомобиля Chery Eastar II

Современная версия автомобиля Chery Eastar производилась в 2013—2016 годах.